# Anbumani Ramdoss
Dr. Anbumani Ramdoss, född 9 oktober 1968, är en indisk politiker. Han var familje- och hälsovårdsminister i Manmohan Singhs indiska regering.